# المتحف اليهودي (مانهاتن)
المتحف اليهودي هو متحف فني ومستودع للقطع الأثرية الثقافية، ويقع في 1109 فيفث أفينيو، في منزل فيليكس إم واربورغ السابق، على طول متحف مايل في الجانب الشرقي العلوي من مانهاتن، مدينة نيويورك. أول متحف يهودي في الولايات المتحدة، بالإضافة إلى أقدم متحف يهودي موجود في العالم، يحتوي على أكبر مجموعة من الفن والثقافة اليهودية باستثناء المتاحف الإسرائيلية، أكثر من 30000 قطعة. بينما تم إنشاء مجموعته في عام 1904 في المدرسة اللاهوتية اليهودية الأمريكية، لم يفتح المتحف للجمهور حتى عام 1947 عندما باعت أرملة فيليكس واربورغ العقار إلى المدرسة. يركز على كل من القطع الأثرية للتاريخ اليهودي والفن الحديث والمعاصر. يُستكمل معرض المجموعة في المتحف، مشاهد من المجموعة، بمعارض مؤقتة متعددة كل عام.

## تاريخ
بدأت المجموعة التي زرعت المتحف بهدية من القطع الفنية الاحتفالية اليهودية من القاضي ماير سولزبيرجر إلى المدرسة اللاهوتية اليهودية في أمريكا في 20 يناير 1904، حيث تم وضعها في مكتبة المدرسة. تم نقل المجموعة في عام 1931، مع اللاهوت، إلى 122 وبرودواي. تلقت المدرسة اللاهوتية اليهودية أكثر من 400 عنصر احتفالي يهودي وأنشأت، «متحف الأشياء اليهودية الاحتفالية»، سابقًا مكتبة جاكوب شيف. تم توسيع المجموعة بعد ذلك من خلال تبرعات كبيرة من الحاج إفرايم بنجويات وهاري جي فريدمان. في عام 1939، في ضوء الحرب العالمية الثانية، أرسلت بولندا حوالي 350 قطعة إلى مدينة نيويورك من المنازل والمعابد اليهودية من أجل الحفاظ عليها.
بعد وفاة فيليكس واربورغ في عام 1937، في يناير 1944، تبرعت أرملته فريدا بقصر العائلة للمدرسة الدينية كمنزل دائم للمتحف، وافتتح الموقع للجمهور باسم «المتحف اليهودي» في مايو 1947. قالت فريدا واربورغ في الافتتاح إن المتحف لن يكون نصبًا تذكاريًا حزينًا، بل احتفالًا بالعقيدة والتقاليد اليهودية. كانت التوسعة الأولى للمتحف هي إضافة حديقة منحوتة في عام 1959 من قبل آدم ليست. تم توسيع المبنى في عام 1963 ثم قام المهندس المعماري كيفين روش بتوسيعه في عام 1993.

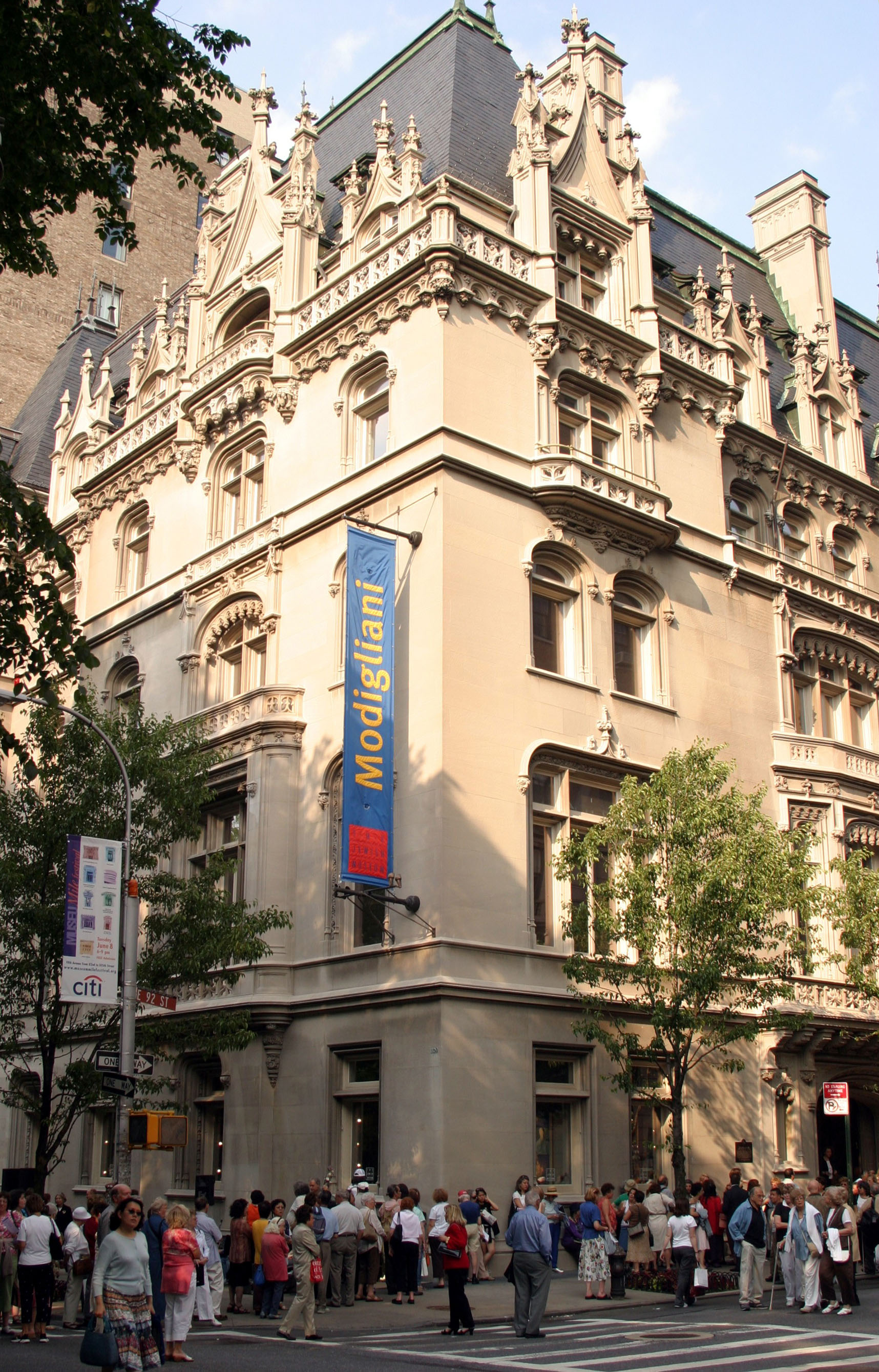
متحف عام 2004

في الستينيات، لعب المتحف دورًا أكثر نشاطًا في العالم العام للفن المعاصر، مع معارض مثل الهياكل الأساسية، التي ساعدت في إطلاق حركة الفن البسيط. في العقود التي تلت ذلك، تجدد تركيز المتحف على الثقافة اليهودية والفنانين اليهود. من عام 1990 حتى عام 1993، قاد المخرج جوان روزنباوم مشروع تجديد وتوسيع المبنى وتنفيذ أول حملة رأسمالية رئيسية للمتحف، بقيمة 60 مليون دولار. ضاعف المشروع، الذي صممه المهندس المعماري كيفين روش، حجم المتحف، مما وفر له إضافة من سبعة طوابق. في عام 1992، تعاون المتحف اليهودي وجمعية الأفلام في مركز لينكولن لإنشاء مهرجان نيويورك السينمائي اليهودي، والذي يقدم ميزات روائية وأفلامًا قصيرة وأفلامًا وثائقية.
كما يقدم المتحف اليوم برامج تعليمية للكبار والعائلات، وينظم الحفلات الموسيقية والأفلام والندوات والمحاضرات المتعلقة بمعارضه. جوان روزنباوم كانت مديرة المتحف من عام 1981 حتى تقاعدها في عام 2010. في عام 2006، خالف المتحف سياسته القديمة المتمثلة في الإغلاق للاحتفال بالسبت من خلال تقديم دخول مجاني للجمهور في أيام السبت.
في عام 2011 عين المتحف كلوديا جولد مديرا جديدا له. في عام 2012، عينت كلوديا جولد ينس هوفمان نائب مدير المعارض والبرامج العامة. في أوائل ديسمبر 2017، علق المتحف اليهودي هوفمان من منصبه بعد مزاعم التحرش الجنسي الموجهة ضده من قبل العديد من الموظفين. في أعقاب هذا القرار، قطع بينالي هونولولو علاقاته مع هوفمان، ووقفه متحف الفن المعاصر في ديترويت عن دوره كرئيس أمين عام (وهو المنصب الذي استقال منه في وقت لاحق من ذلك الشهر) وعلقت مؤسسة كاديست للفنون بالمثل من منصبه كقيم ومستشار. كان من المفترض أن يقام بينالي الشعب الثالث في متحف إنديانابوليس للفن المعاصر في عام 2019، بمشاركة هوفمان في الإخراج؛ ومع ذلك، علق المتحف مشاركته مع هوفمان بعد عدم حل مزاعم التحرش الجنسي في المتحف اليهودي. في 17 ديسمبر 2017، أنهى المتحف اليهودي هوفمان بعد مراجعة الادعاءات. نفى هوفمان «[التصرف] عن قصد أو عن قصد بطريقة تنمر أو ترهيب أو مضايقة أو بطريقة غير ملائمة جنسيًا».

## هندسة معمارية

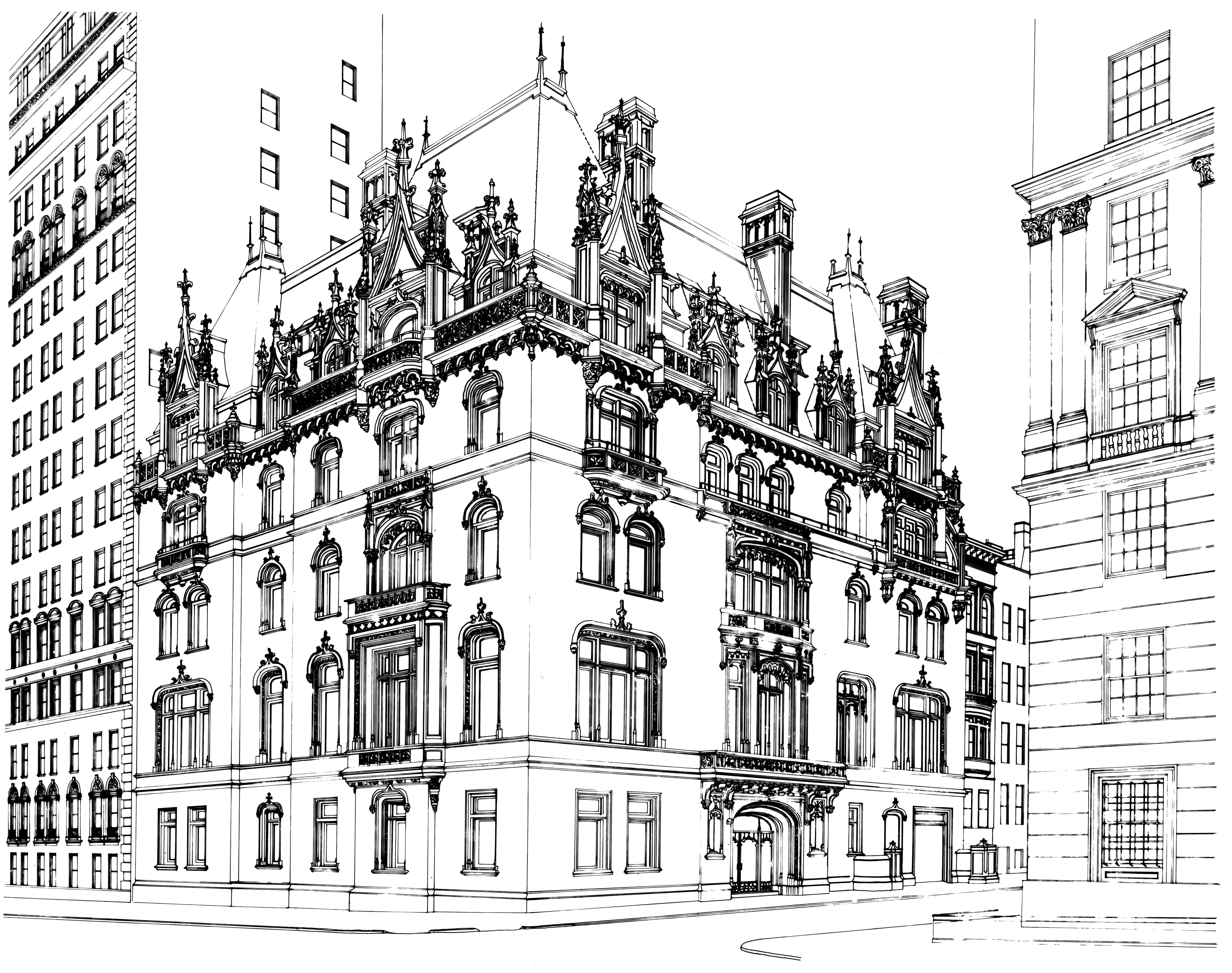
فيليكس إم واربورغ هاوس، 1908

تم بناء فيلكس إم واربورغ هاوس على طراز فرانسوا الأول، 1906-1908 لصالح فيليكس وفريدا واربورغ، من تصميم س. بي إتش غيلبرت. تم العثور على أسلوب فرانسوا الأول في الأصل في مدينة نيويورك في أواخر القرن التاسع عشر من خلال أعمال ريتشارد موريس هانت. كان هانت مهندسًا معماريًا مشهورًا في جميع أنحاء الشمال الشرقي، لا سيما في نيو إنجلاند وكان من أوائل المهندسين المعماريين الأمريكيين الذين درسوا في مدرسة الفنون الجميلة في باريس، فرنسا. كان جيلبرت متدربًا وقلد أسلوب هانت الكلاسيكي لمنزل واربورغ مع إضافة بعض الميزات القوطية أيضًا. تم بناء المنزل الأصلي من الحجر الجيري مع أسقف منحدرة وقوالب تقطر وجملونات. استند هذا النمط المعماري إلى الإحياء الفرنسي والثروة النضرة، وهي نقطة أراد فيليكس واربورغ أن يوجهها لجيرانه. كانت تحتوي على ساحة خضراء أمام المنزل، والتي تم تحويلها لاحقًا إلى مدخل المتحف.

### التجديدات

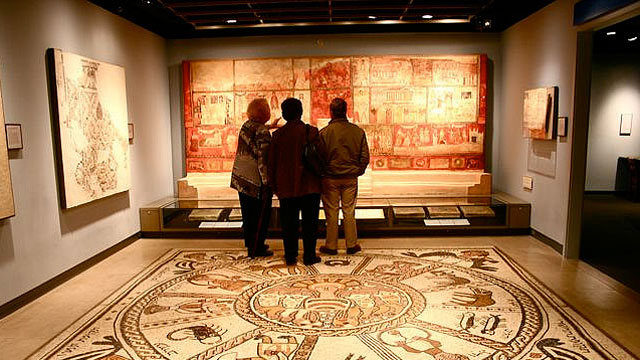
معرض داخلي للمتحف اليهودي

بمجرد تحويله إلى متحف، تم اختيار المهندس المعماري كيفين روش، الذي صمم أيضًا إضافات إلى متحف متروبوليتان للفنون، لتصميم إضافات إلى المتحف اليهودي. بعد 36 مليون دولار، وتطوير 11000 قدم مربع إضافية من مساحة العرض، وسنتين ونصف، أنهى روش إضافاته في يونيو 1993. كان ينوي أن تكون إضافاته استمرارًا لميزات الإحياء القوطي للمتحف. هذا واضح بشكل خاص في واجهة الجادة الخامسة والقاعة. تم نحت واجهة الجادة الخامسة، المصنوعة من الحجر الجيري في ولاية إنديانا، بأسلوب إحياء قوطي. تم تعيين القاعة في قاعة رقص على الطراز القوطي تم تحديثها وتعثر على استخدامات قبة وشاشة من الزجاج الملون في القصر. يحتوي المقهى الموجود في الطابق السفلي على نوافذ زجاجية ملونة.
على الرغم من أن هذه الإضافات التي كانت تهدف إلى استمرار ميزات الإحياء القوطي للمتحف، تضمنت روش أيضًا إضافات تهدف إلى منع ظهور المتحف قديمًا وتحديث المرافق. على سبيل المثال، تأكدت شركة روش من أن المركز التعليمي والقاعة سيكون لديهم التكنولوجيا المناسبة لأغراضهم، مثل العروض المرئية التفاعلية.

## المجموعات

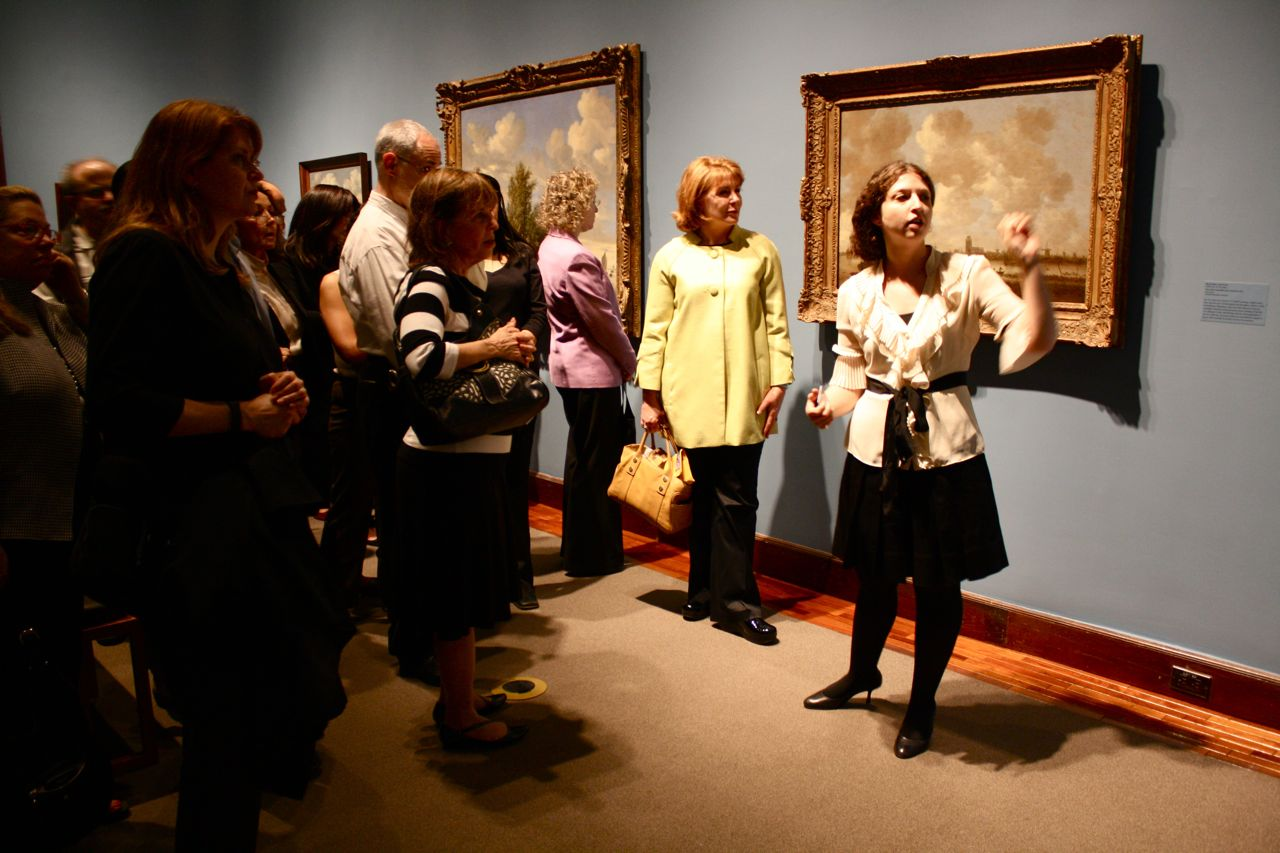
صالة عرض تتحدث عن معرض "لوحات من مجموعة جاسكيه جودستيكر."

يحتوي المتحف على ما يقرب من 30000 قطعة بما في ذلك اللوحات والمنحوتات والتحف الأثرية والفنون الاحتفالية اليهودية والعديد من القطع الأخرى المهمة للحفاظ على التاريخ والثقافة اليهودية. من بين الفنانين المشمولين في مجموعة المتحف جيمس تيسو، مارك شاغال، جورج سيغال، إليانور أنتين وديبوراه كاس. يمثل هذا أكبر مجموعة من الفن اليهودي واليهودية ووسائل الإعلام المرئية خارج المتاحف في إسرائيل. يحتوي على معرض جماعي يسمى سينز فروم ذا كوليكشن (بالإنجليزية: Scenes from the Collection)‏، والذي يعرض الأعمال الفنية من العصور القديمة حتى الوقت الحاضر. تتضمن مجموعة المتحف أشياء من العصور القديمة إلى العصور الحديثة، في جميع وسائل الإعلام، ونشأت في كل منطقة من العالم كان لليهود وجود فيها.

### بعض الأعمال
- مان راي، بورتريه ذاتي بالكاميرا، 1930
- آندي وارهول، عشر صور لليهود في القرن العشرين، 1980
- إيفا هيس، بدون عنوان، 1963–64
- ريتشارد أفيدون، صور يعقوب إسرائيل أفيدون، 1969-1973
- أدولف جوتليب، عودة الملاح، 1946
- ديبورا كاس، دبل ريد ينتل، سبليت، من سلسلة ماي إلفيس، 1993
- جان بوجورزيلسكي، هانوكا مينوراه، 1893
- جيمس تيسو، آدم وحواء انطلقوا من الجنة، ج. 1896-1902
- ألفريد ستيغليتز، التوجيه، 1907
- روفين روبين، بائع الأسماك الذهبية، 1928
- مارك شاغال، رجل عجوز ذو لحية، ج. 1931
- يوهان آدم بولر هانوكا مينوراه، فرانكفورت أم ماين (ألمانيا)، ١٧٠٦-١٠٣٢
- تابوت التوراة من كنيس أدات يشورون، أبراهام شولكين، 1899

## معارض فنية مختارة
تضمنت بعض المعارض الهامة بالمتحف ما يلي:
- الهياكل الأولية (1966)
- دائرة مونبارناس: فنانون يهود في باريس، 1905-1945 (1985)
- قضية دريفوس: الفن والحقيقة والعدالة (1987)
- رسم مكان في أمريكا: فنانون يهود في نيويورك، 1900-1945 (1991)
- يهودي جدا؟: تحدي الهويات التقليدية (1996)
- المهمة: الإنقاذ، قصة فاريان فراي ولجنة الإنقاذ في حالات الطوارئ (1997)
- تعبيري في باريس: لوحات شايم سوتين (1998)
- صوت، صورة، إيماءة: مختارات من مجموعة المتحف اليهودي، 1945-2000 (2001)
- انعكاس الشر: الصور النازية / الفن الحديث (2002)
- نيويورك: عاصمة التصوير (2002)
- موديلياني ما وراء الأسطورة (2004)[18]
- إيفا هيس: نحت (2006)
- العمل / التجريد: بولوك، دي كونينج، والفن الأمريكي، 1940-1976 (2008)
- تحويل النظرة: الرسم والنسوية (2010-2011)
- هاري هوديني: الفن والسحر (2010-2011)
- ميرا كالمان: إضاءات مختلفة (لعالم مجنون) (2011)
- جمع ماتيس ومودرن ماسترز: ذا كون سيتسرز أوف بالتيمور (2011)
- الكاميرا الراديكالية: نيو يورك فوتو ليج، 1936-1951 (2012)
- اليوم الثلجي وفن عزرا جاك كيتس (2012)
- كيهينده وايلي / المسرح العالمي: إسرائيل (2012)
- إدوارد فويلارد: رسام وتأثيراته، 1890-1940 (2012)
- «عبور الحدود: مخطوطات من مكتبة بودليان» (14 سبتمبر 2012 - 3 فبراير 2013)
- «شارون لوكهارت | نوا إشكول» (2 نوفمبر 2012-24 مارس 2013)
- ثورة العين: الفن الحديث وولادة التلفزيون الأمريكي (1 مايو إلى 27 سبتمبر 2015)
- «بيير شارو: العمارة الحديثة والتصميم» (4 تشرين الثاني (نوفمبر)[19]
- «مارك شاغال، إل ليسيتزكي، كازيمير ماليفيتش: ذا راشان أفان-جارد إن فيتيبسك، 1918-1922» (14 سبتمبر 2018-6 يناير 2019)[20]

## معرض الصور

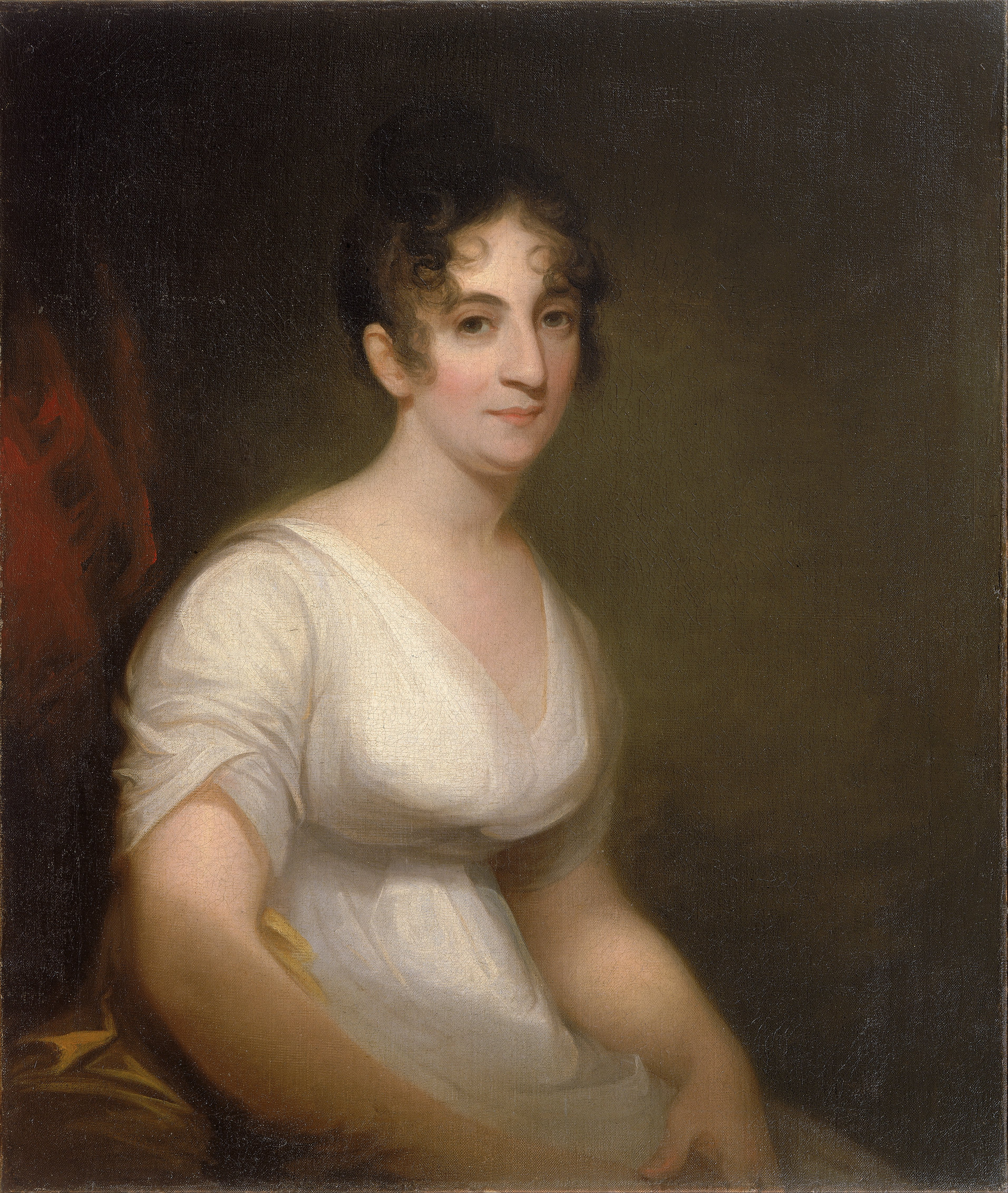
توماس سولي، صورة لسالي إيتينج، 1808
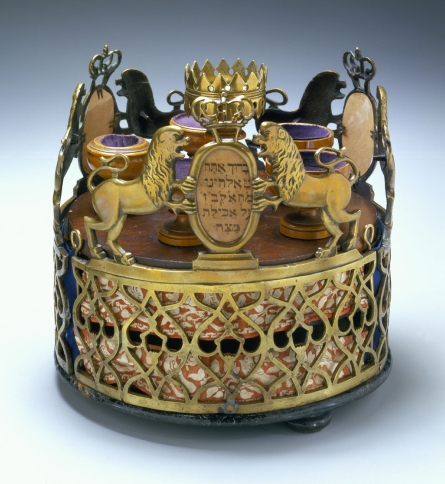
طبق سيدر، مجموعة سيدر المتدرجة، غاليسيا الشرقية أو أوكرانيا الغربية، القرنان الثامن عشر والتاسع عشر
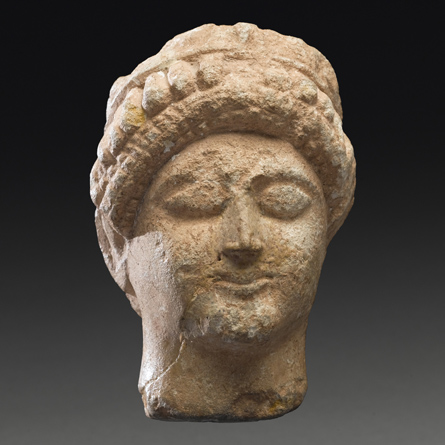
أنثى نذرية رأس قبرص (؟)، أوائل القرن الخامس قبل الميلاد
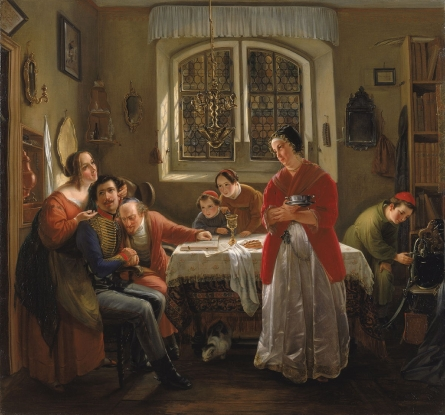
موريتز دانيال أوبنهايم، عودة المتطوع من حروب التحرير إلى عائلته التي لا تزال تعيش وفقًا للعادات القديمة،
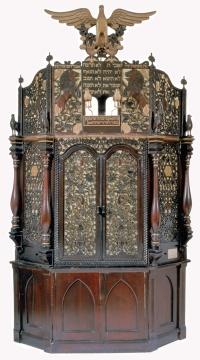
تابوت توراة من كنيس أدات يشورون، أبراهام شولكين، 1899
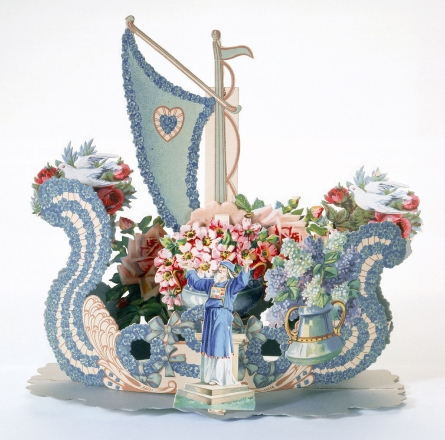
تحية العام الجديد، ألمانيا، أوائل القرن العشرين
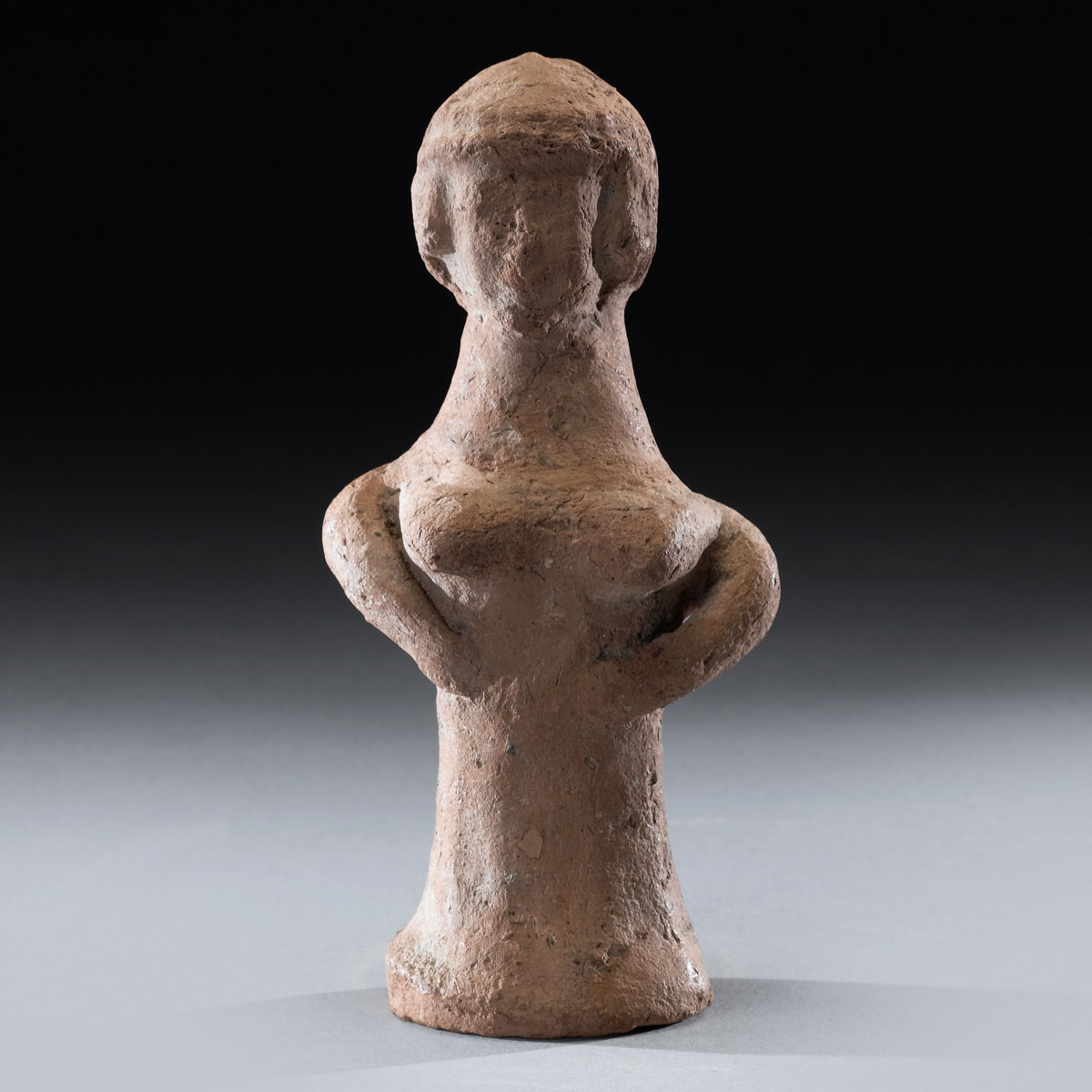
تمثال أنثى، إسرائيل، 800-700 قبل الميلاد
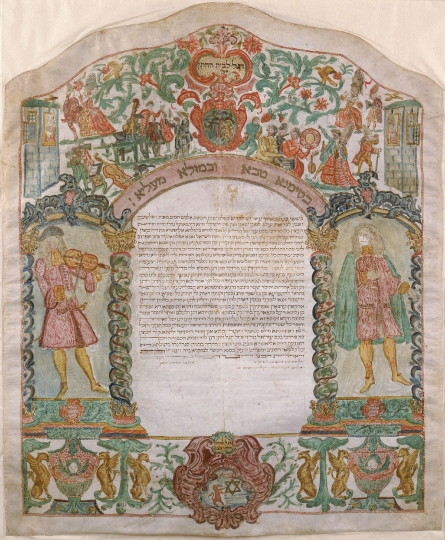
عقد زواج من فرشيلي (إيطاليا) 1776

## البرامج
يحتوي المتحف اليهودي على مجموعة واسعة من البرامج التعليمية العامة التي تشمل المحادثات والمحاضرات، والعروض، والتدريب العملي على صناعة الفن، والزيارات الجماعية، والبرمجة المتخصصة للزوار ذوي الإعاقة، والموارد لمعلمي ما قبل الروضة حتى الصف الثاني عشر. يمكن أن تأخذ البرمجة للزوار ذوي الإعاقة شكلاً فريدًا وخاصًا، مع وصول حصري إلى المتحف يومًا واحدًا في الشهر لبرنامج مثل جولة الوصف اللفظي. يتم توجيه المشاركين حول أقسام المتحف الفارغ من قبل معلم فنون، والذي يقدم أوصافًا تفصيلية ولفظية للعمل الفني، ويشارك الأشياء التي تعمل باللمس، ويشجع المناقشة بين الزوار. وصف أحد المشاركين القدرة على لمس العمل الفني بأنه «... شرف أن أكون قادرًا على لمسه. شعرت أننا كنا نفعل شيئًا مميزًا للغاية، بحيث لا يستطيع الآخرون فعله. لذلك فهو في الواقع يخلق تجربة تشعر فيها بالارتباط بالفن.»
تلبي البرمجة في المتحف اليهودي العديد من المكونات المختلفة، من العروض الموسيقية الحية إلى الأحداث المنسقة خصيصًا للأطفال والعائلات. يمكن رعاية الفعاليات بشكل مشترك أو بالاشتراك مع متاحف أخرى، لا سيما تلك الموجودة بالقرب من متحف مايل (مانهاتن). جزء من هدف البرمجة العائلية هو المساعدة في تعزيز جمهور أصغر سنًا للمتحف، حيث يكون يوم الأحد «يوم العائلة»، مع مجموعة متنوعة من الأنشطة المعروضة بما في ذلك جولات المعرض، وورش العمل الفنية المجانية وقراءات قصص الآباء والأطفال. تم تصميم الأنشطة لعبور الثقافات، واستكشاف الموضوعات التي يمكن أن تلائم أي عرق أو دين، مثل الحفريات الأثرية أو فحص الألوان والمناظر الطبيعية الانطباعية.

## إدارة
اعتبارًا من عام 2013، يعمل المتحف اليهودي بميزانية سنوية تبلغ 17 مليون دولار. تحت قيادة جوان روزنباوم، نمت مجموعة المتحف إلى 26000 قطعة، وهباته لأكثر من 92 مليون دولار وميزانية التشغيل السنوية إلى 15 مليون دولار من مليون دولار في عام 1981. اختار روزنباوم التأكيد على الجانب اليهودي من هوية المتحف، حيث أنشأ المعرض الدائم «الثقافة والاستمرارية: الرحلة اليهودية»، بينما أقام أيضًا عروض للفنانين اليهود المعاصرين مثل تشاييم سوتين والفنانين المعاصرين مثل مايرا كالمان. في عام 2013، اختار مجلس إدارة المتحف كلوديا جولد، المديرة السابقة لمعهد الفن المعاصر، فيلادلفيا، مديرة جديدة له.
في عام 2015، تم اختيار كيلي تاكستر كواحدة من أفضل 25 منسقة معارض في العالم من قبل ArtNet.

## روابط خارجية
- `الموقع الرسمي
- «المعارض الحالية» في موقع المتحف اليهودي
- «المعارض السابقة» في موقع المتحف اليهودي